# Le Couteau sous la gorge
Pour plus de détails, voir Fiche technique et Distribution.
Le Couteau sous la gorge est un film policier français de Jacques Séverac sorti en 1955.

## Synopsis
Pacos le Maltais (Jean Chevrier) est un chef de gang à Marseille. Il chasse de la bande Rolf - dit le Chinois (Henri San Juan) - parce qu'il a tué une femme au cours d'une attaque de banque, et que Pacos ne veut pas de meurtre dans ses attaques à main armée. Le Chinois décide d'enlever contre rançon le fils d'un chirurgien (Jean Servais) qui avait jadis soigné gratuitement Pacos le Maltais. Le médecin, qui a versé la rançon, souhaite retrouver son fils et régler l'affaire sans l'aide de la police, car la femme de Pacos, ancienne infirmière (Michèle Cordoue), l'avait lui-même aidé. Pacos le Maltais va donc engager une véritable chasse à l'homme à Marseille qui se termine sur le port.

## Fiche technique
- Titre : Le Couteau sous la gorge
- Titre anglais : The Knife to the Throat
- Réalisation : Jacques Séverac, assisté de Georges Jaffé
- Scénario : André Tabet, Jacques Séverac
- Décors : Claude Bouxin
- Photographie : Jean Isnard
- Son : André Louis
- Montage : Monique Lacombe
- Musique : André Theurer
- Sociétés de production : Les Films Artistiques Français - Edition et Diffusion Cinématographique
- Production : Paul de Saint-André et Georges de La Grandière
- Directeur de production : Émile Buhot
- Société de distribution d'origine : Filmonde
- Pays :  France
- Format : couleur (Eastmancolor) - 2,35:1 - 35 mm - Son mono
- Genre : Policier
- Durée : 90 minutes
- Date de sortie : 
  - France - 29 novembre 1955

## Distribution
- Jean Servais : le docteur Marc Hourtin
- Madeleine Robinson : Mado
- Jean Chevrier : Pacos le Maltais
- Yves Deniaud : le commissaire Lussac
- Michèle Cordoue : Nora
- Henri San Juan : Rolf Holzer, dit « le Chinois »
- Jacques Bergerac
- Claude Bertrand : Machecoul
- Antoine Bourseiller : un inspecteur
- Yves Brainville : l'inspecteur Aubier
- Jean-Henri Chambois : Deville
- Paul Demange : Barenti, le vigile de la banque
- Micheline Gary : Simone Hourtin
- Charles Lemontier : le proviseur
- Anne Roudier : Madame Chauvinet
- René Sarvil : Fredo
- Patrice Séverac : Patrice Hourtin
- Julien Verdier : Silios, le faux aveugle
- Don Ziegler : Brigar, complice de Pacos

Acteurs non crédités
- Albert Augier : l'inspecteur Courtin
- Marcel Bernier : un agent de police au commissariat
- Corinne Marchand : une cliente du cabaret
- Jean Panisse : le patron du café des docks
- Jacques Stany : un client du cabaret